# Hirtodrosophila cameraria
Hirtodrosophila cameraria är en tvåvingeart som först beskrevs av Alexander Henry Haliday 1833.  Hirtodrosophila cameraria ingår i släktet Hirtodrosophila och familjen daggflugor. Arten är reproducerande i Sverige. Inga underarter finns listade i Catalogue of Life.